# 头孢地嗪
头孢地嗪（英语：Cefodizime）是一种第三代头孢菌素，属于半合成的抗生素。其对β内酰胺酶稳定，对头孢菌素酶和青霉素酶极稳定，且有较长的生物学半衰期。头孢地嗪对革兰阳性菌、革兰阴性菌均有抗菌活性，临床主要用于治疗链球菌、肺炎球菌等敏感菌所致的肺炎、支气管炎、胆囊炎、尿路感染、妇科感染及败血症等。

## 不良反应
主要为过敏性皮疹、荨麻疹等。